# Viktorie Ondrová
Viktorie Ondrová (* 24. Juni 2005 in Poděbrady, Okres Nymburk, Tschechien) ist eine tschechische Leichtathletin, die sich auf den Stabhochsprung spezialisiert hat.

## Sportliche Laufbahn
Erste internationale Erfahrungen sammelte Viktorie Ondrová im Jahr 2021, als sie bei den U20-Europameisterschaften in Tallinn im Finale keine Höhe zustande brachte. Im Jahr darauf gewann sie bei den U18-Europameisterschaften in Jerusalem mit 3,95 m die Silbermedaille und 2023 verpasste sie bei den U20-Europameisterschaften ebendort mit 3,80 m den Finaleinzug. Im Jahr darauf schied sie bei den U20-Weltmeisterschaften in Lima mit 3,80 m in der Qualifikationsrunde aus und 2025 siegte sie mit 4,45 m bei den U23-Europameisterschaften in Bergen. Kurz darauf verpasste sie bei den World University Games in Bochum mit 4,05 m den Finaleinzug.
2025 wurde Ondrová tschechische Hallenmeisterin im Stabhochsprung.